# 玉面侠
《玉面侠》（英語：The Jade-faced Assassin）是1971年上映的一部香港電影，由嚴俊执导，黃楓编剧，何莉莉等領銜主演。该电影主演讲述一对儿武林兄妹通过一些方式相认的故事，该影片根据古龙小说《绝代双骄》进行改编，同时该作也是严俊最后执导的电影。

## 劇情簡介
有一个女武师因为嫉妒其仆人和自己喜爱的人相恋结婚，于是她在这对儿夫妇被崂山四怪杀死后，收养这对儿双胞胎中的男孩，其后这对儿双胞胎中的女孩被另外一个人收养，并在之后机缘巧合下遇到了十大恶人。
随后又过了很多年，在这对儿双胞胎长大后，因为小鹿儿（双胞胎中的女孩）因为过于顽皮而被十大恶人驱逐，之后她又机缘巧合的遇到了自己的哥哥，后来在通过一段时间的相处中，兄妹相认，并在这之中将仇人，以及想要看到兄妹自相残杀，父亲的师姐杀死了。

## 演员
- 何莉莉
- 高遠
- 潘迎紫
- 谷峰
- 林嘉
- 郭竹卿
- 陳依齡
- 張佩山
- 嚴俊
- 樊梅生

## 備註
1. ↑  Ain-ling Wong. . 中国香港電影資料館. 2002年.
2. ↑  . 復旦大學出版社. , 2006年.
3. ↑  粟子, 栗子. . 2010年.
4. ↑  . 香港電影資料館. 2003年.
5. ↑  Ain-ling Wong. . 市政局. 1997年.
6. ↑  吴昊. . 三聯書局(香港)有限公司. 2004年.

## 相關連結
- 互联网电影数据库（IMDb）上《玉面侠》的资料（英文）
- 豆瓣电影上《玉面侠》的資料 （简体中文）
- 香港影庫上《玉面侠》的資料（繁體中文）
- 爛番茄上《玉面侠》的資料（英文）